# Stockton Heat
Stockton Heat byl profesionální americký klub ledního hokeje, který sídlil v kalifornském městě Stockton. Do AHL vstoupil v ročníku 2015/16 a až do sezony 2021/22 hrál v Pacifické divizi v rámci Západní konference. Své domácí zápasy odehrával v hale Stockton Arena s kapacitou 9 737 diváků. Klubové barvy byly černá, červená, žlutá a bílá.
Klub nahradil v soutěži od ročníku 2015/16 Adirondack Flames, stěhování zapříčinil vznik pacifické divize AHL. Celek byl farmou týmu NHL Calgary Flames. V aréně nahradil mužstvo ECHL Stockton Thunder, které se přestěhovalo opačným směrem a pokračovalo jako Adirondack Thunder. S tímto celkem Heat i Calgary spolupracovali do konce sezony 2016/17. Klub byl majetkem společnosti Calgary Sports and Entertainment.
Premiérové utkání sehrál tým v domácím prostředí 10. října 2015 proti Rockford IceHogs před 6543 diváky a vyhrál 7:0. Kvůli pandemii koronaviru odehrával celek sezonu 2020/21 na kanadském stadionu Scotiabank Saddledome v Calgary jako součást Kanadské divize. Na následující ročník se klub vrátil do Stocktonu, kde odehrál svou nejlepší sezonu a dostal se do finále konference. Následující sezonu se ale tým natrvalo přesunul do Calgary jako Calgary Wranglers.

## Umístění v jednotlivých sezonách
Stručný přehled
Zdroj:
- 2015–2020: American Hockey League (Pacifická divize)
- 2020–2021: American Hockey League (Kanadská divize)
- 2021–2022: American Hockey League (Pacifická divize)

Jednotlivé ročníky
Zdroj:
Legenda: Z – zápasy, V – výhry, P – porážky, PP – porážky v prodloužení či na samostatné nájezdy, VG – vstřelené góly, OG – obdržené góly, B – body
| USA / Kanada (2015–2022) |                        |        |    |    |    |    |     |     |    |        |
| Sezóny                   | Liga                   | Úroveň | Z  | V  | PP | P  | VG  | OG  | B  | Pozice |
| 2015/16                  | AHL (Pacifická divize) | 2      | 68 | 32 | 4  | 32 | 194 | 224 | 68 | 6.     |
| 2016/17                  | AHL (Pacifická divize) | 2      | 68 | 34 | 9  | 25 | 212 | 192 | 77 | 4.     |
| 2017/18                  | AHL (Pacifická divize) | 2      | 68 | 34 | 6  | 28 | 211 | 204 | 74 | 6.     |
| 2018/19                  | AHL (Pacifická divize) | 2      | 68 | 31 | 6  | 31 | 235 | 252 | 68 | 6.     |
| 2019/20                  | AHL (Pacifická divize) | 2      | 55 | 30 | 8  | 17 | 194 | 170 | 68 | 4.     |
| 2020/21                  | AHL (Kanadská divize)  | 2      | 30 | 11 | 2  | 17 | 79  | 95  | 24 | 5.     |
| 2021/22                  | AHL (Pacifická divize) | 2      | 68 | 45 | 7  | 16 | 242 | 185 | 97 | 1.     |

### Play off
| Sezona  | 1. kolo                                    | 2. kolo                                    | Finále konference                          | Finále Calder Cupu                         |
| ------- | ------------------------------------------ | ------------------------------------------ | ------------------------------------------ | ------------------------------------------ |
| 2015/16 | mužstvo se nekvalifikovalo                 | mužstvo se nekvalifikovalo                 | mužstvo se nekvalifikovalo                 | mužstvo se nekvalifikovalo                 |
| 2016/17 | porážka, 2–3, San Jose                     | –                                          | –                                          | –                                          |
| 2017/18 | mužstvo se nekvalifikovalo                 | mužstvo se nekvalifikovalo                 | mužstvo se nekvalifikovalo                 | mužstvo se nekvalifikovalo                 |
| 2018/19 | mužstvo se nekvalifikovalo                 | mužstvo se nekvalifikovalo                 | mužstvo se nekvalifikovalo                 | mužstvo se nekvalifikovalo                 |
| 2019/20 | sezona nedohrána kvůli pandemii koronaviru | sezona nedohrána kvůli pandemii koronaviru | sezona nedohrána kvůli pandemii koronaviru | sezona nedohrána kvůli pandemii koronaviru |
| 2020/21 | play off neproběhlo                        | play off neproběhlo                        | play off neproběhlo                        | play off neproběhlo                        |
| 2021/22 | výhra, 3–0, Bakersfield                    | výhra, 3–1, Colorado                       | prohra, 2–4 Chicago Wolves                 | –                                          |

## Klubové rekordy

### Za sezonu
Góly: 31, Matthew Phillips (2021/22)
Asistence: 40, Linden Vey (2016/17)
Body: 68, Matthew Phillips (2021/22)
Trestné minuty: 136, Brandon Bollig (2016/17)
Čistá konta: 5, David Rittich (2016/17)
Vychytaná vítězství: 33, Dustin Wolf (2021/22)

### Celkové
Góly: 67, Matthew Phillips
Asistence: 102, Glenn Gawdin
Body: 161, Matthew Phillips
Trestné minuty: 365, Ryan Lomberg
Čistá konta: 8, Jon Gillies
Vychytaná vítězství: 67, Jon Gillies
Odehrané zápasy: 219, Ryan Lomberg